# Orthozona rufilineata
Orthozona rufilineata là một loài bướm đêm trong họ Noctuidae.